# Marvel: Ultimate Alliance
Marvel: Ultimate Alliance é um RPG de ação de 2006, desenvolvido pela Raven Software para PlayStation 2, PlayStation 3, Xbox e Xbox 360 e publicado pela Activision. O jogo foi portado para PlayStation Portable e Wii pela Vicarious Visions, e para Microsoft Windows pela Beenox. Uma versão diferente do Game Boy Advance foi desenvolvida pela Barking Lizards Technologies. Uma versão de relançamento baseada na edição mais recente do Xbox 360 foi portada pelo Zoë Mode para Windows, PlayStation 4 e Xbox One, e foi lançada em julho de 2016.
Ultimate Alliance se passa no universo fictício da Marvel e apresenta muitos dos super-heróis, supervilões e personagens coadjuvantes que aparecem nas publicações da Marvel Comics. Ele compartilha muitas semelhanças com os títulos anteriores da Marvel da Raven Software, X-Men Legends e X-Men Legends II: Rise of Apocalypse, na medida em que permite aos jogadores escolher entre seu vasto elenco para criar a melhor equipe de super-heróis. O jogo apresenta uma trama original em que os heróis do Universo Marvel devem unir forças para derrotar Doutor Destino e seus Mestres do Mal e frustrar seus planos de dominação global.
Após o lançamento, o jogo recebeu críticas amplamente positivas dos críticos, que elogiaram sua jogabilidade simples, mas divertida, e sua impressionante seleção de personagens maravilhosos. Uma sequência, Marvel: Ultimate Alliance 2, foi desenvolvida para múltiplas plataformas pela Vicarious Visions, n-Space e Savage Entertainment e lançada em 2009. Um terceiro jogo, Marvel Ultimate Alliance 3: The Black Order, foi desenvolvido pela Team Ninja da Koei Tecmo e publicado pela Nintendo para o Nintendo Switch em julho de 2019.

## Conteúdo
O Jogos possui mais de 140 personagens do mundo Marvel. Os jogadores podem criar times de até quatro heróis, e jogarem nos modos Online ou cooperativos,com mais de 4 jogadores. No modo arcade (arcade mode) o jogador deve matar o maior número de inimigos para ganhar experiência e aumentar o nível de força. O mais indicado é manter o mesmo time de heróis desde o início, pois assim os heróis evoluem gradualmente.
O Jogo é distribuído em mais de 17 lugares diferentes, podendo haver batalhas no céu, na terra, no fundo do mar, entre outras paisagens e locais, como palácios e bases secretas. O Jogo tem finais alternativos,afetados pela decisão do jogador(es).Existem finais alternativos para cada personagens e tipos das missões.

## Versões
O jogo foi lançado para as mais diversas plataformas,incluindo: Microsoft Windows, Xbox, Xbox 360, Xbox One, Game Boy Advance, PlayStation 2, PlayStation Portable, PlayStation 3, PlayStation 4 e Wii. Os gráficos e a qualidade do jogo variam de acordo com a plataforma. Na 6ª geração de consoles (Xbox, PlayStation 2), os personagens e gráficos são similares aos de X-Men Legends II. Na 7ª geração de consoles (Wii, PS3 e Xbox 360) os gráficos são mais detalhados. A versão de PC possui opção de jogabilidade com mouse e teclado ou com Gamepad.
Nas versões de consoles portateis (GBA, PSP) o jogo possui personagens extras, mini games entre outros.

## Personagens
Em todas as versões do jogo, existe a opção de escolher os personagens mais famosos da Marvel, cada um com sua característica especifica de luta, força. O jogador pode escolher sempre que estiver em um campo "S.H.I.E.L.D" os 4 personagens que vai utilizar.

## No Brasil e Portugal
No Brasil, o jogo é distribuído oficialmente para Windows pela EA Games. Em Portugal, o jogo é distribuído para as mais diversas plataformas.
| Personagens jogáveis                                                                                     | Personagens jogáveis                                                                                            | Personagens jogáveis                                                             | Personagens jogáveis                                                                                          | Personagens jogáveis | Personagens jogáveis |
| --- | --- | -------------------------------------------------------------------------------- | --- | --- | -------------------- |
| - Capitão América - Coisa - Deadpool - Elektra                                                           | - Homem-Aranha - Homem de Ferro - Homem de Gelo - Luke Cage                                                     | - Miss Marvel - Mulher-Aranha - Mulher Invisível - Sr. Fantástico                | - Tempestade - Thor - Tocha Humana - Wolverine                                                                | |                      |
| Personagens Destraváveis                                                                                 | PSP | PS3, Xbox 360 & Wii (Dois somente para PS3 e Wii) (*apenas para Xbox 360)        | PS3, Xbox 360 & Wii (Dois somente para PS3 e Wii) (*apenas para Xbox 360)                                     | GBA apenas (Personagens assistentes, não-jogáveis)                                                                                   |                      |
| - Blade - Demolidor - Dr. Estranho - Motoqueiro Fantasma - Nick Fury - Pantera Negra - Surfista Prateado | - Capitão Marvel (GenisVell) - Gavião Arqueiro - Ronin - Viúva Negra *                                          | - Cavaleiro da Lua - Colossus - Ciclope* - Gavião Arqueiro* - Hulk* - Noturno*   | - Dentes-de-Sabre* - Dr. Destino* - Magneto* - Venom*                                                         | - Jean Grey - Namor - Visão |                      |
| Personagens não jogáveis (aliados)                                                                       | |                                                                                  | | |                      |
| - Ancião - Balder - Raio Negro - Corsário - Cléa - Cristalys                                             | - Dum Dum Dugan - Jarvis - Gorgon - Hank Pym - Heimdall - Hermod                                                | - Jean Grey - Karnak - Lilandra Neramani - Medusa - Namor - Namorita             | - Odin - Professor Xavier - Psylocke - Senador Kelly - Sif - Triton                                           | - Tyr - Uatu, o Vigia - Valquíria - Volla - Fuinha - Wong - Wyatt Wingfoot                                                           |                      |
| Vilões                                                                                                   | |                                                                                  | | |                      |
| - Arcade - Attuma - Barão Mordo - Coração Negro - Mercenário - Byrrah - Dínamo Vermelho - Destruidor     | - Homem Dragão - Dr. Destino - Encantor - Executor - Fin Fang Foom - Galactus - Gangue da Demolição - Gladiador | - Gárgula Cinzento - Hussar - Kraken - Krang - Kurse - Lagarto - Loki - Mandarim | - Mefisto - M.O.D.O.K. - Mysterio - Neutron - Homem-Radioativo - Paibok - Rapina - Rino - Escorpião - Shocker | - Skrulls - Soldado Invernal - Starbolt - Super-Skrull - Thanos - Tubarão Tigre - Titannus - Ulik - Ultimo - Ultron - Warstar - Ymir |                      |

## Continuação
Ver artigo principal: Marvel Ultimate Alliance 2: Fusion
A Activision anunciou o lançamento da continuação de Marvel: Ultimate Alliance: Fusion. O game deverá chegar as lojas na primavera de 2009. As plataformas deverão ser as mesmas do primeiro jogo.
No fim do jogo, há um trecho no qual Galactus aparece, jurando vingança a Terra. Isso potencializaria o nome do vilão espacial como o principal antagonista da continuação, papel que Destino exerceu em Ultimate Alliance; no entanto, com a confirmação que a sequência será baseada na Guerra Civil, tal ideia teve de ser abandonada.